# Silk 700
Die Silk 700  war ein Motorrad der englischen Silk Engineering aus Darley Abbey, Derbyshire, mit einem Zweizylinder-Zweitaktmotor. Der für Querstromspülung konstruierte Motorradmotor hatte als einer der letzten Mehrzylinder Nasenkolben. 138 Stück wurden von 1975 bis 1979 gefertigt, bevor Silk die Produktion einstellte.

## Geschichte und Technik
Silk Engineering wurde Ende der 1960er Jahre von George Silk und Maurice Patey zur Fertigung von Ersatzteilen für Scott-Motorräder gegründet. 1971 stellte George Silk zu Rennen der Isle of Man TT eine Rennmaschine mit Scott-Motor in einem Rahmen und mit Teleskopgabel der Spondon Engineering vor. 1972 präsentierte Silk eine Straßenversion der Öffentlichkeit, die jedoch erst 1975 produziert wurde. Die ersten 20 Silk 700 hatten Scott-Motoren, die ab Oktober 1975 gebaute Mk I (auch als Silk 700 S bezeichnet) einen von Silk eigenständig entwickelten Motor mit elektronischer Zündung, vier Kurbelwellenlagern und Primärantrieb zwischen den Zylindern. Er leistete 45 hp (34 kW) bei 6000/min und gab bei 3000/min sein maximales Drehmoment von 45 lb·ft (61 N·m) ab. Das Aluminiumgehäuse des Motors war teilweise schwarz eloxiert. Die Verlustschmierung arbeitete mit einer Ölpumpe, die über Drehzahl und Gasstellung dosiert, Öl aus einem separaten Tank in die Hauptlager förderte. Der Benzinverbrauch wurde mit 7 Liter/100 km und der Ölverbrauch mit 0,12 Liter/100 km angegeben.
Im Gegensatz zu Zweitaktmotoren, die seit den 1930er-Jahren mit der bekannten Umkehrspülung ausgerüstet wurden, waren die Silk-Motoren (Bohrung/Hub 76 × 72 mm)  eine „Wiedergeburt“ der wassergekühlten Scott-Motoren mit Querstromspülung und Nasenkolben, die bereits 1911 im Scott Modell 3 3/4 verwendet worden waren. Die Silk 700 S mit 34-mm-Mikuni-Vergaser wurde zu ihrer Zeit mit japanischen Zweitaktmotorrädern unter anderem mit der Suzuki GT 750 verglichen und fiel insbesondere durch einen günstigen Drehmomentverlauf (maximales Drehmoment von 61 Nm bei 3000 min−1) und ein „sehr gutes Handling“ auf. Geringe Produktionszahlen führten zu einem kräftigen Preisanstieg auf zuletzt 3000 Pfund. Damit war die Silk im Vergleich zu japanischen Zweitaktern nicht konkurrenzfähig.

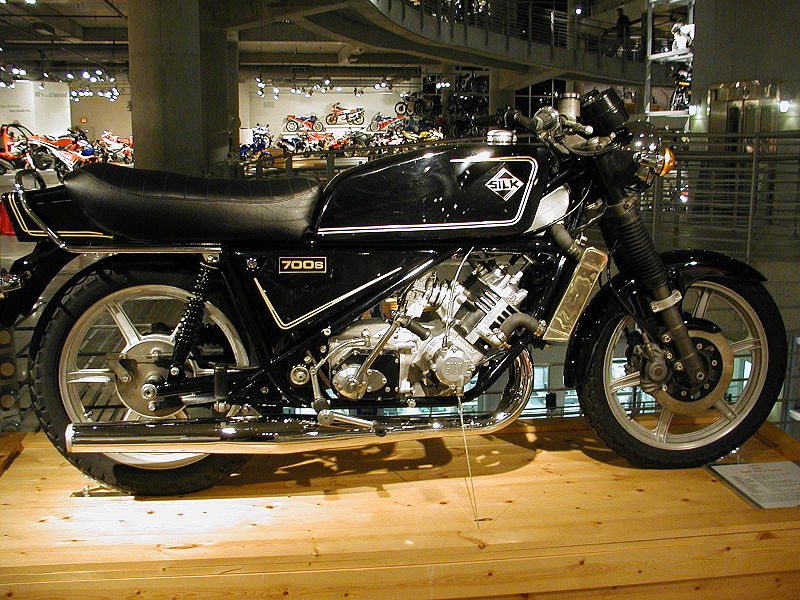
Silk 700 S
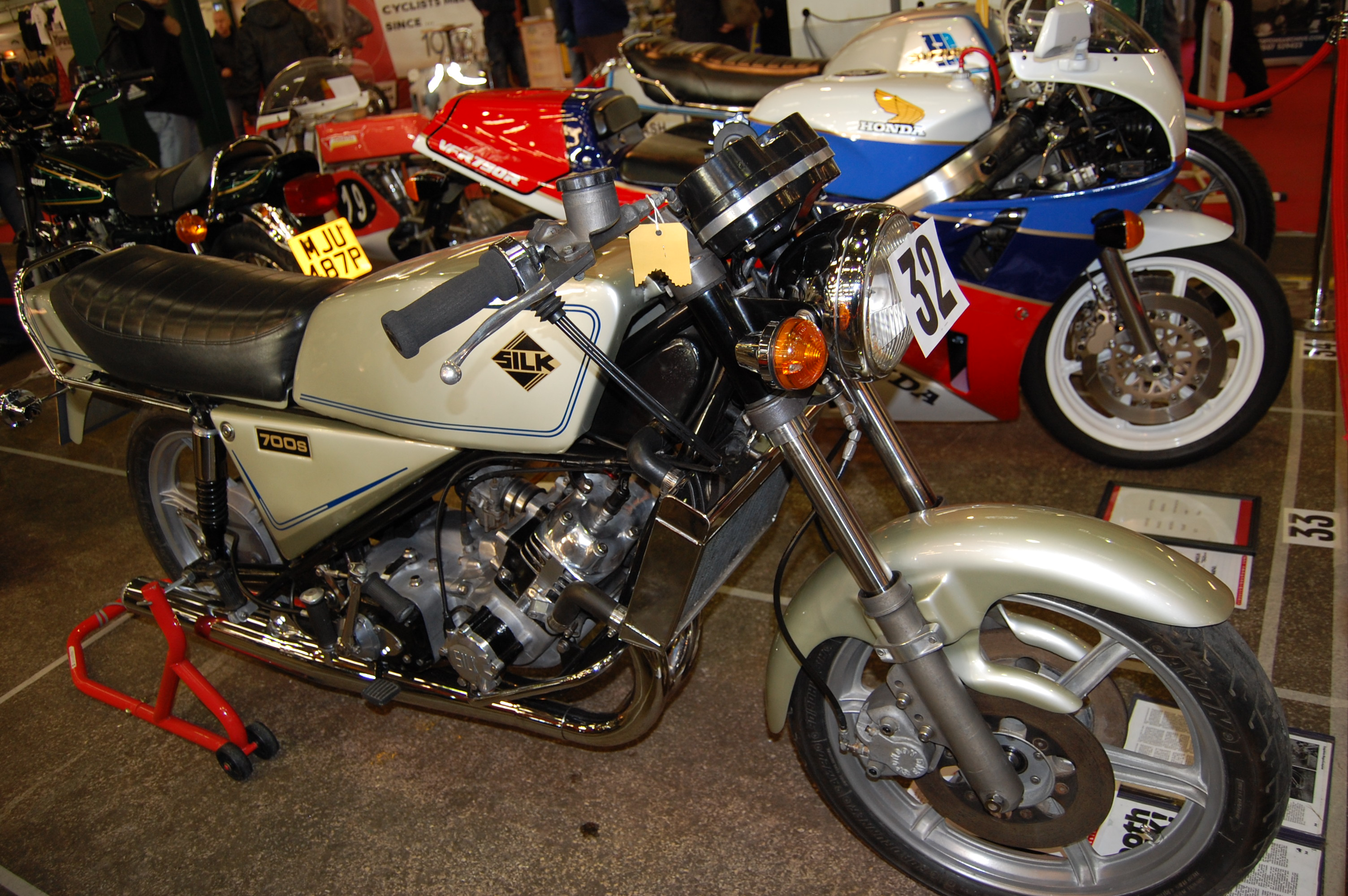
Silk 700 S